# John Perrot

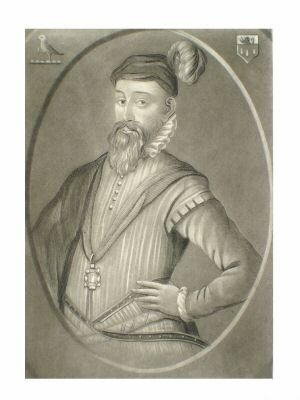
Sir John Perrot, um 1776 gefertigtes Porträt nach einem Gemälde von George Powle

Sir John Perrot (* 1527/1530 in Haroldston House, Haroldston St Issell's; † vor 26. September 1592 im Tower of London) war ein englischer Politiker und Militär. Von 1584 bis 1588 war er Lord Deputy of Ireland.

## Herkunft und Jugend
Perrot wurde vermutlich im südwestwalisischen Haroldston als Sohn von Sir Thomas Perrot und seiner Frau Mary Berkeley geboren. Die Angaben über sein Geburtsjahr sind unterschiedlich und reichen von 1527 bis 1530. Seine Mutter, eine Tochter von James Berkeley aus Thornbury, war eine königliche Hofdame, und da ihr Ehemann anlässlich seiner Hochzeit von König Heinrich VIII. zum Ritter geschlagen wurde, wird oft gemutmaßt, dass Perrot ein unehelicher Sohn des Königs war. Für diese Annahme gibt es aber keine Belege. Sir Thomas Perrot starb bereits 1531. Seine Witwe heiratete in zweiter Ehe Thomas Jones aus Abermarlais in Carmarthenshire. Seine Mutter bekam mit ihrem zweiten Mann weitere Kinder, darunter Henry und Richard Jones. John Perrot wurde nach eigenen Angaben in St Davids erzogen. Im Alter von 18 Jahren kam er in den Haushalt von William Paulet, 1. Marquess of Winchester und so an den Königshof.

## Höfling und Exil in Frankreich

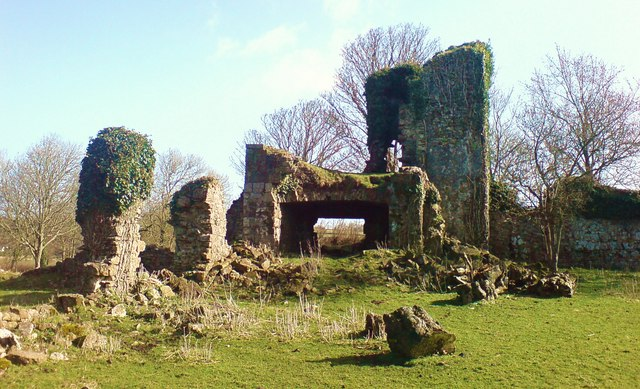
Die Ruinen von Haroldston House, wo John Perrot wahrscheinlich geboren wurde

Der junge Perrot genoss die Gunst des alten Königs Heinrich VIII. Bereits 1547 vertrat er Carmarthenshire als Knight of the Shire im House of Commons. Heinrichs Sohn und Nachfolger Eduard VI. schlug ihn am 17. November 1549 zum Knight of the Bath. Von 1551 bis 1552 war Perrot Sheriff von Pembrokeshire. Während der Herrschaft von Eduards Halbschwester Königin Maria war er im Oktober 1553 und 1555 Abgeordneter für Sandwich. Er unterstützte jedoch nicht den Versuch der Rekatholisierung Englands und verbarg verfolgte Protestanten in seinem Haus in Haroldston. Er wurde jedoch denunziert, verhaftet und kurze Zeit im Fleet-Gefängnis gefangen gehalten. Nach seiner Freilassung ging er ins Exil und diente unter dem 1. Earl of Pembroke in Frankreich, wo er 1557 an der Schlacht bei St. Quentin teilnahm. Der Earl of Pembroke ermöglichte ihm 1558 den Erwerb von Carew Castle in Pembrokeshire, das er zu seinem Hauptwohnsitz ausbaute. Kurz vor dem Tod von Königin Maria kehrte er nach England zurück.

## Aufstieg zum mächtigsten Mann von Pembrokeshire
Mit der Thronbesteigung von Marias Halbschwester Elisabeth I. wurde Perrot ein Günstling der Königin. Er gehörte zu den vier Höflingen, die den Baldachin während ihrer Krönung trugen. Die Königin erließ ihm eine Schuldstrafe und übertrug ihm rasch wichtige und einträgliche Ämter in der Verwaltung von Pembrokeshire. 1559 wurde er Verwalter der Besitzungen von Narberth und St Clears Castle, dazu erhielt er weiteren Grundbesitz in Wales und in England. 1561 musste er sich jedoch vor der Star Chamber verantworten, weil er sich widerrechtlich Besitzungen der aufgelösten Priorei von Haverfordwest angeeignet hätte. Von der Star Chamber wurden seine Besitzungen jedoch bestätigt. Dazu konnte er 1561 erfolgreich Ansprüche auf Besitzungen des 1531 enteigneten Rhys ap Gruffydd FitzUrien geltend machen, der mit seinem Vater verwandt gewesen war. Bei der Parlamentswahl 1559 wurde er wahrscheinlich durch Intervention des 2. Earl of Bedford, unter dem er in Frankreich gedient hatte, als Abgeordneter für Wareham gewählt. Bei der nächsten Wahl wurde er 1563 Knight of the Shire für Pembrokeshire. Von 1560 bis 1561 war er Bürgermeister von Haverfordwest. 1562 ernannte die Königin ihn zum Vize-Admiral der Küste von Südwestwales und zum Aufseher des Gefängnisses von Haverfordwest. Durch diese und weitere Ämter war er zum mächtigsten Mann in Pembrokeshire geworden, doch machte er sich durch seine Vielzahl von Ämtern, aber auch durch sein ungezügeltes Temperament zahlreiche Feinde, darunter die Familie Philipps von Picton Castle, die Familie Owen aus Henllys und die Familie Barlech aus Slebech. Dennoch wurde er 1570 erneut für ein Jahr Bürgermeister von Haverfordwest.

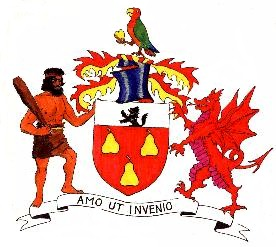
Wappen von John Perrot

## Lord President von Munster in Irland
Nach dem Vorbild von Connaught ernannte die Königin Perrot 1571 zum Lord President der irischen Provinz Munster. Damit war er auch Befehlshaber der dortigen englischen Truppen und schlug in wechselvollen Expeditionen die erste Desmond-Rebellion nieder. Perrot ging unbarmherzig gegen die Rebellen vor und ließ innerhalb von zwei Jahren 1000 Rebellen hinrichten, bis sich James FitzMaurice FitzGerald im Februar 1573 ergab. Im Juli 1573 musste er jedoch wegen seiner schlechten Gesundheit nach Wales zurückkehren.
Während seiner Abwesenheit in Irland hatten seine Gegner in Haverfordwest bei der Parlamentswahl 1571 einen Gegenkandidaten aufgestellt. Dennoch wurde dank seines Einflusses Perrots Gefolgsmann John Wogan gewählt. Bei der Wahl von 1572 wurde jedoch William Philipps, der Kandidat seiner Gegner gewählt, worauf es über ein Jahr lang zu gewalttätigen Übergriffen seiner Anhänger, der Familien Wogan und Bowens auf seine Gegner in Haverfordwest kam. Von Irland aus schickte Perrot entlassene Soldaten nach Haverfordwest, damit sie dort seine Anhänger unterstützten. Philipps starb 1573, und in einer Nachwahl wurde wieder John Wogan als Abgeordneter gewählt.

## Grundbesitzer in Wales
Nach seiner Rückkehr aus Irland lebte Perrot während der nächsten zehn Jahre als Landadliger auf seinen walisischen Gütern. Als Vize-Admiral war er 1574 durch Sir William Morgan aus Pencoed abgelöst worden, dessen Stellvertreter in Westengland Richard Vaughan aus Whitland war. Perrot dagegen wurde 1575 vom Privy Council zum Vorsitzenden einer Kommission zur Bekämpfung der Piraterie an den Küsten von Pembrokeshire ernannt. Dadurch kam es zu fortwährenden Kompetenzstreitereien mit Richard Vaughan. Im September 1579 wurde er Kommandeur eines kleinen Geschwaders von fünf Schiffen, darunter der Revenge, das die Piraterie bekämpfen und die Landung von spanischen Schiffe an der Westküste von Irland verhindern sollte. Er konnte während seiner Unternehmung jedoch nur ein Piratenschiff aufbringen. Da auch der Ausbau der Küstenbefestigungen zum Schutz von Milford Haven stockte, beschuldigten ihn seine Gegner vor Gericht der Untätigkeit. Perrot wurde zwar freigesprochen, doch wurde er in den nächsten Jahren wiederholt Ziel von Anschuldigungen. Er wurde jedoch vom Earl of Leicester gedeckt, der zwei seiner Gegner wegen Verleumdung inhaftieren ließ. Während dieser Zeit konnte Perrot seinen Grundbesitz weiter ausbauen. Bereits 1575 hatte ihm die Königin Laugharne Castle in Carmarthenshire übergeben, das er zu einem Landhaus umbaute. 1581 musste das Privy Council einen Streit zwischen ihm und Griffith Rice, dem Sohn von Gruffydd ap Rhys FitzUrien und Ehemann von Perrots Halbschwester Elinor Jones schlichten. Als Perrot weitere Besitzungen im Osten von Pembrokeshire erwarb, musste er sich erneut vor der Star Chamber verantworten.
In einer ganz anderen Mission wurde er 1582 vom Privy Council beauftragt, Unregelmäßigkeiten in der Diözese St Davids zu untersuchen, gegen dessen Bischof Marmaduke Middleton zahlreiche Anschuldigungen vorlagen. Die Untersuchungen gegen Middleton zogen sich bis 1592 hin, ehe dieser als Bischof abgesetzt wurde.

## Lord Deputy von Irland

### Expedition nach Ulster
1584 wurde Perrot als Nachfolger von Arthur Grey, 14. Baron Grey de Wilton Lord Deputy von Irland. Seine Amtszeit verlief ähnlich turbulent wie seine Tätigkeit in Munster.
Nach seiner Einsetzung unternahm er eine Rundreise, während der sich ihm die Lords von Connaught und Thomond unterwarfen. Er setzte Sir Richard Bingham als Lord President von Connaught und Sir John Norreys als Lord President von Munster in ihre Ämter ein, und er war auf dem Weg von Limerick nach Cork, als er erfuhr, dass eine große Anzahl von Schotten von den Hebriden in Nordirland gelandet war. Norreys hielt die Größe der feindlichen Streitmacht für übertrieben, doch Perrot entschloss sich, nach Dublin zurückzukehren. Am 26. August brach er zusammen mit den Earls of Ormonde und Thomond sowie mit Norreys nach Ulster auf. In Newry erfuhren sie, dass die Schotten bei der Nachricht von ihrem Anmarsch Irland wieder verlassen hätten. Mehrere irische Adlige wie Turlough Luineach O’Neill stellten ihm Geiseln, doch Perrot beschloss, hart durchzugreifen und den schottisch-irischen MacDonnell-Clan aus Antrim zu vertreiben. Er teilte seine Armee in zwei Abteilungen auf. Die eine Hälfte unter dem Kommando des Earl of Ormonde und von Norreys rückte auf dem linken Ufer des Bann vor, während die zweite Abteilung unter seinem Kommando durch Clandeboye vorrückte. Am 14. September 1584 erreichte er Dunluce Castle, das sich nach kurzer Verteidigung ergab. Sorley Boy MacDonnell flüchtete nach Schottland. Ein Angriff auf Rathlin O’Birne Island scheiterte wegen stürmischen Wetters, und angesichts des nahenden Winters zog sich Perrot nach Dublin zurück.

### Streitereien in Dublin
In Dublin plante Perrot, die St. Patrick’s Cathedral in ein Gerichtsgebäude umzuwandeln, während die Häuser der Domherren von Rechtsanwälten genutzt werden sollten. Die Einkünfte der Kirche sollten für die Einrichtung von zwei Colleges dienen. Dieser Plan rief natürlich den Widerstand von Erzbischof Adam Loftus hervor. Am 3. Januar 1585 teilte Loftus ihm mit, dass er erhebliche Einwände gegen die Pläne hätte, doch Perrot lehnte es ab, mit dem Erzbischof über seine Pläne zu diskutieren, worauf die beiden lebenslang verfeindet blieben. Perrot konnte seinen Plan dennoch nicht umsetzen. Ein weiterer Plan von ihm war der Bau von sieben Städten, sieben Brücken und sieben Festungen, um Irland zu beherrschen. Er wollte diesen überdimensionierten Plan dem Parlament vorlegen, was von Francis Walsingham vereitelt wurde. Als Perrot einen weiteren Feldzug nach Nordirland plante, wurde dieser von der Königin untersagt. Am 26. April 1686 wurde das irische Parlament nach 16-jähriger Unterbrechung erstmals wieder einberufen. Perrots Versuch, das Parlament zu leiten, scheiterte völlig. Seine Gesetzesentwürfe wurden abgelehnt, so dass er nur noch das Parlament vertagen konnte. Daraufhin wollte er seinen Feldzugsplan nach Nordirland wieder aufnehmen und brach am 16. Juli 1586 nach Ulster auf. Bereits bei Dungannon musste er wegen schlechten Wetters den Feldzug abbrechen und kehrte Anfang September nach Dublin zurück. Wenige Wochen später wurde Dunluce Castle von Sorley Boy zurückerobert. Perrot bat um seine Ablösung und musste schließlich Sorley Boy nachgeben und mit ihm Frieden schließen.
Hugh O' Neil, 3. Earl of Tyrone hatte zuerst Perrot in Ulster unterstützt, aber dabei selbst seine Macht ausgedehnt. Als er plante, seine Tochter mit Hugh Roe O’Donnell zu verheiraten, schritt Perrot ein und kerkerte O’Donnell 1587 in Dublin Castle ein. Erst nachdem Perrot Irland verlassen hatte, konnte O' Neil ihn wieder befreien.

### Scheitern in Irland

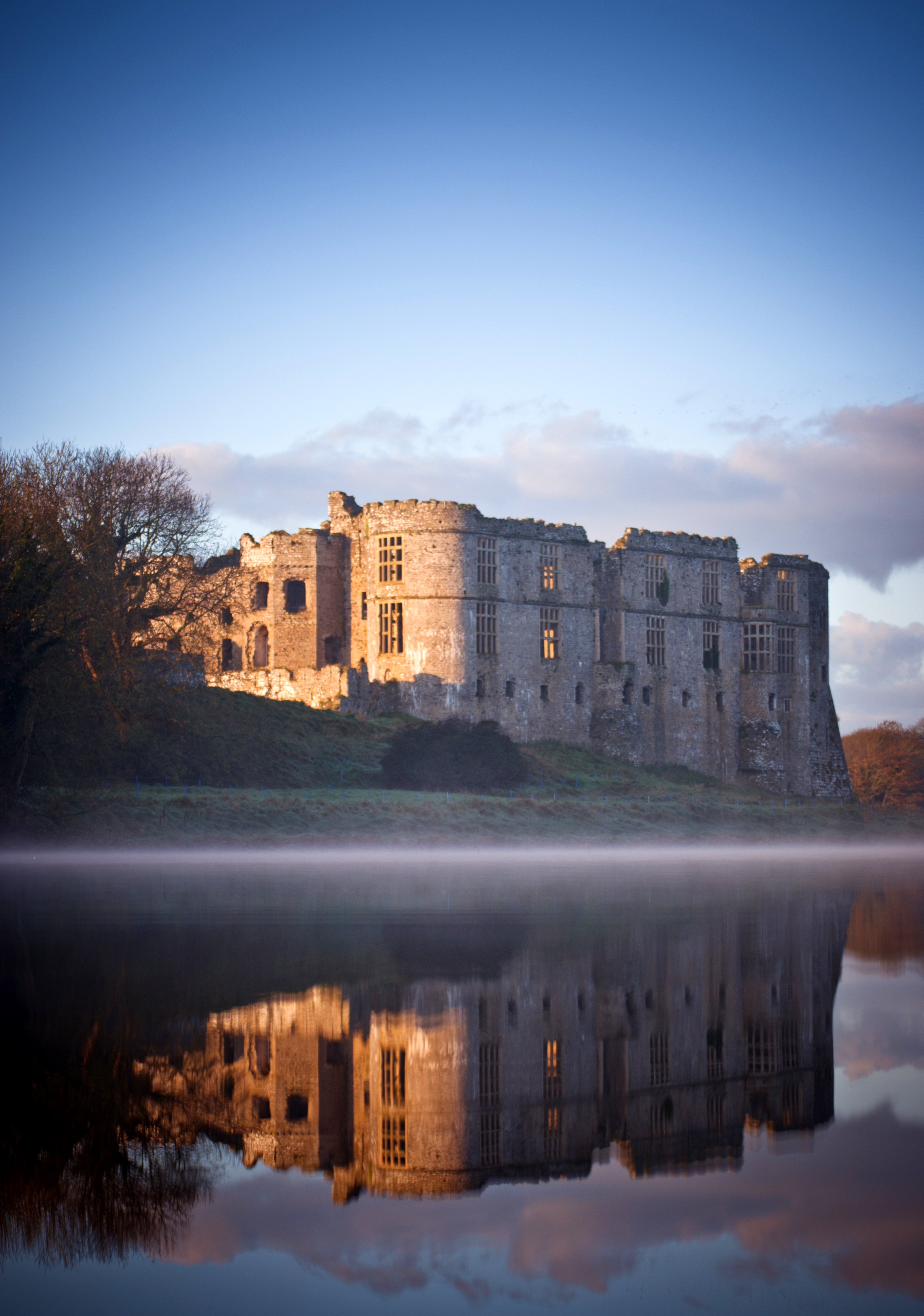
Die Ruine des von Perrot errichteten Nordflügels von Carew Castle in Pembrokeshire

Am 26. April 1586 trat das Parlament erneut zusammen, verabschiedete die Gesetze zur Beschlagnahmung der Besitzungen des Earl of Desmond und des Viscount Baltinglass und wurde am 14. Mai 1586 wieder aufgelöst. Perrots Verhältnis zu den anderen englischen Mitgliedern des Council of Ireland, vor allem zu Erzbischof Loftus und zu Richter Wallop, und schließlich auch zu Geoffrey Fenton war zunehmend belastet. Er konnte nur auf die Unterstützung der Anwälte Nicholas White und Lucas Dillon zählen, die jedoch nur geringen Einfluss hatten. Mit dem alten Marshal Sir Nicholas Bagnall hatte Perrot einen heftigen Streit. Sir John Norreys beklagte sich schon länger über seine tyrannische Amtsführung, und auch Sir Richard Bingham machte Perrot sich zum Feind. Als Anfang September 1586 durch Ermunterung der Burkes aus dem County Mayo eine große Anzahl Schotten in Connaught einfiel, bat Bingham um Verstärkungen. Perrot führte daraufhin selbst eine Streitmacht nach Connaught. Nachdem er Mullingar erreicht hatte, erfuhr er, dass Bingham die Schotten bei Ardnaree geschlagen und über den River Moy zurückgetrieben hatte. Anstatt seinen Feldzug abzubrechen, marschierte Perrot nach Galway weiter. Als das Council die hohen Kosten des Feldzugs kritisierte, reagierte er verärgert und undiplomatisch. Im Januar 1587 ließ er Geoffrey Fenton wegen Schulden verhaften und ins Gefängnis bringen. Die Königin selbst setzte Fenton wieder frei. Nach einem weiteren Streit mit Bingham legte Perrot am 15. Mai 1587 im Council sein Amt nieder. Perrots Nachfolger als Lord Deputy wurde Sir William FitzWilliam, der jedoch erst im Frühjahr 1588 in Irland eintraf. Erst am 30. Juni 1588 konnte Perrot ihm das Amt übergeben und brach am 2. Juli nach Milford Haven in Wales auf.

## Sturz und Tod
Angesichts der Bedrohung durch die spanische Armada ernannte der Earl of Pembroke als Vorsitzender des Council of the Marches Perrot nach seiner Rückkehr aus Irland zu seinem Vertreter. Dies erleichterte Perrot, bei der Parlamentswahl von 1589 als Abgeordneter für Haverfordwest gewählt zu werden. Am 10. Februar 1589 wurde er dazu Mitglied des Privy Council, und bestärkt durch diese Stellung engagierte er sich stärker als zuvor im House of Commons. Dennoch sank ab Mitte des Jahres sein Einfluss. Sein Gönner, der Earl of Leicester war tot, und der Earl of Essex, der neue Favorit der Königin, stand auf der Seite seiner Gegner in Wales, obwohl seine Schwester mit Perrots Sohn verheiratet war.
Bereits in Irland hatten seine Gegner Gerüchte über Perrots mangelnde Loyalität gestreut, die wahrscheinlich von Erzbischof Loftus an die Königin weitergegeben wurden. Zum Beweis seines Verrats wurden gefälschte Briefe vorgebracht, doch Perrots zahlreiche Feinde beschuldigten ihn auch der Beleidigung der Königin. Zu seinen Feinden zählte auch Lordkanzler Christopher Hatton, dessen Tochter Elizabeth er verführt haben soll. Wahrscheinlich war die Beschuldigung des Hochverrats haltlos, doch sein Fall wurde vor dem Privy Council verhandelt. Ab März 1591 wurde er im Tower of London inhaftiert. Nach einjähriger Haft wurde er am 27. April 1592 von Robert Cecil, Thomas Sackville, Henry Carey und weiteren Richtern des Hochverrats für schuldig befunden und zum Tode verurteilt. Die Königin zögerte vermutlich, das Urteil vollstrecken zu lassen, und schließlich starb Perrot eines natürlichen Todes im Tower. Seine Leiche wurde am 26. September 1592 untersucht.

## Familie und Nachkommen
Er heiratete Anne († September 1553), eine Tochter von Sir Thomas Cheyney aus Shurland in Kent. Er hatte mir einen Sohn:
1. Thomas Perrot ⚭ Dorothy Devereux, Tochter von Walter Devereux, 2. Viscount Hereford.

1566 heiratete er in zweiter Ehe Jane, eine Tochter von Hugh Prust aus Hartland in Devon und Witwe von Sir Lewis Pollard aus Oakford. Er hatte mit ihr drei Kinder:
1. William Perrot († 1597);
2. Lettice Perrot, ⚭ (1) Roland Lacharn of Golden Grove, ⚭ (2) Walter Vaughan of S. Brides, ⚭ (2) Arthur Chichester, 1. Baron Chichester;
3. Ann ⚭ Sir John Philips, 1. Baronet (of Picton Castle).

Daneben hatte er mehrere uneheliche Kinder, darunter:
- mit Sybil Jones aus Radnorshire hatte er einen Sohn und eine Tochter:

1. Sir James Perrot;
2. Tochter ⚭ David Morgan.

- er war vermutlich der Vater der Tochter von Elizabeth, einer Tochter von Christopher Hatton:

1. Elizabeth ⚭ Hugh Butler aus Johnston.

Perrots Witwe Jane erhielt ein lebenslanges Nutzungsrecht von Carew Castle. Trotz seiner Verurteilung seines Vaters erhielt Thomas Perrot nach sechs Monaten den Großteil der Besitzungen zugesprochen, er starb jedoch bereits 1594. Sowohl Thomas wie auch der uneheliche Sohn James starben ohne überlebende männlichen Nachkommen. 1580 hatte Perrot der Stadt Haverfordwest Grundbesitz gestiftet, der heute noch als Perrot Trust bekannt ist.